# Rogadius
Rogadius es un género de peces de la familia Platycephalidae. Fue descrito por David Starr Jordan y R. E. Richardson en 1908.

## Especies
- Rogadius asper (Cuvier, 1829)
- Rogadius fehlmanni L. W. Knapp, 2012[6]
- Rogadius mcgroutheri Imamura, 2007
- Rogadius patriciae L. W. Knapp, 1987
- Rogadius pristiger (Cuvier, 1829)
- Rogadius serratus (Cuvier, 1829)
- Rogadius welanderi (L. P. Schultz, 1966)